# Real Ejército de Bután
El Real Ejército de Bután (Dzongkha: བསྟན་སྲུང་དམག་སྡེ patan-srung mak-de) o RBA, es una rama de las fuerzas armadas del Reino de Bután responsable de mantener la integridad territorial y la soberanía del país contra amenazas de seguridad. El Rey de Bután es el Comandante Supremo en Jefe de la RBA. El Jefe de Operaciones es el Teniente General Batoo Tshering.
La RBA incluye a los Guardaespaldas Reales de Bután (RBG), una rama de la élite de las fuerzas armadas responsables de la seguridad personal del rey, de la familia real y de otros VIPs.
Era habitual, pero no obligatorio, que un hijo de cada familia butanesa sirviera en el ejército. Además, la milicia puede iniciar levas durante el estado de guerra o emergencias generales. De vez en cuando, el monarca puede pedir a la Real Policía de Bután (RBP) que mantenga la ley y el orden.

## Historia

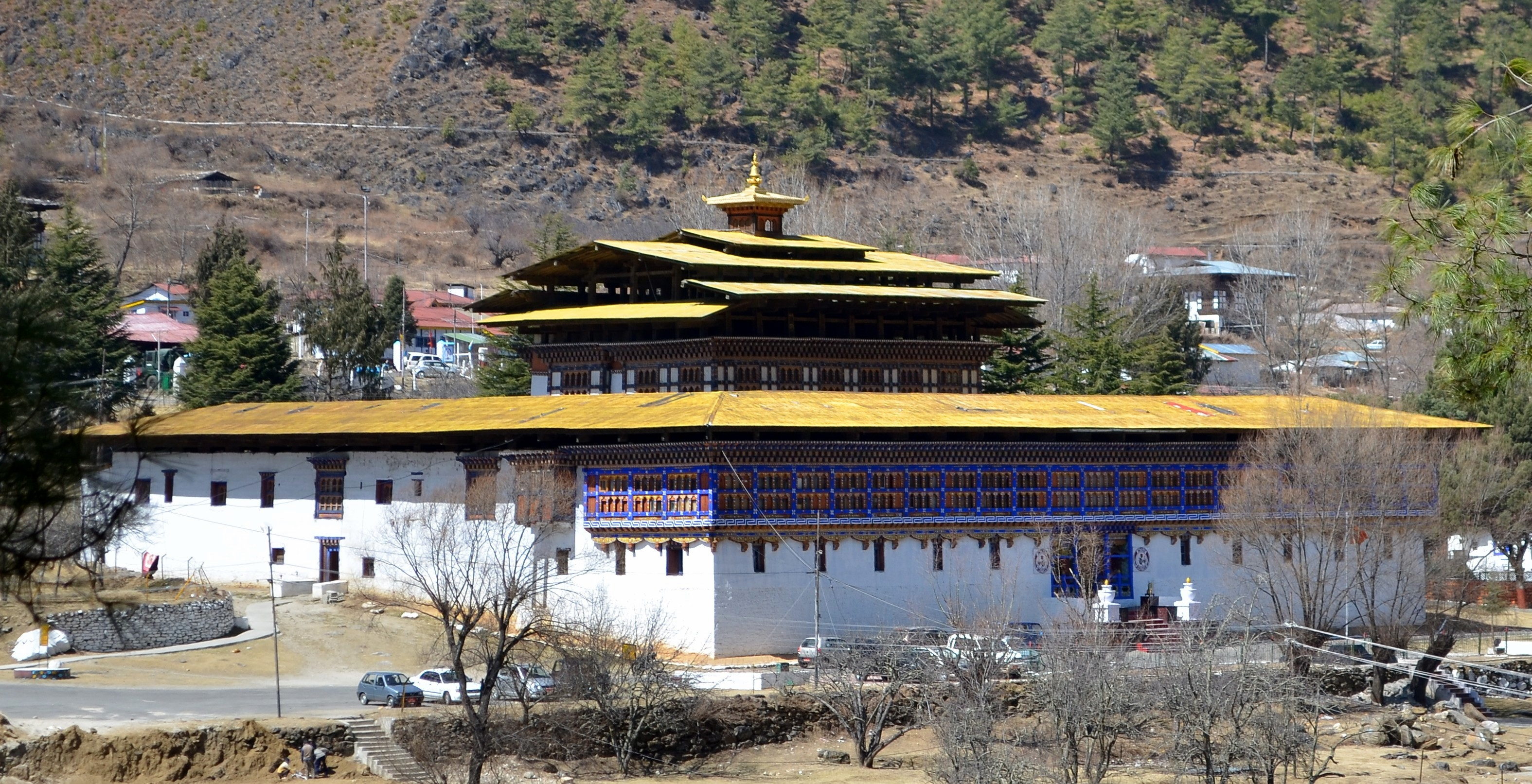
El Dzong Haa alberga la residencia de los oficiales.

Con un decidido apoyo de la India, el RBA se formó en la década de 1950 en respuesta a la toma por parte de China y posteriores acciones del Ejército Popular de Liberación en el Tíbet. En 1958, el gobierno real introdujo un sistema de reclutamiento y planes para un ejército permanente de 2.500 soldados. El gobierno indio también había instado repetidamente y presionado a Bután a poner fin a su política de neutralidad o aislacionismo y aceptar la asistencia económica y militar de la India. Esto se debía a que la India consideraba a Bután uno de los sectores más vulnerables de su sistema de defensa estratégica con respecto a China. Cuando Bután aceptó la oferta india, el ejército indio se hizo responsable del entrenamiento y equipamiento del RBA. En 1968 el RBA constaba de 4.850 soldados; en 1990 había aumentado ese número a 6.000. Después de una operación desmilitarizante en 2003, el RBA alcanzó un máximo de 9.000 unidades en 2007, antes de ser reducido a 8.000 en 2008 y 7.500 en 2017.

## Personal
En 2017, el número de miembros del RBA ronda los 7.500 personal activo. Este hecho se debe a una iniciativa introducida en 2005 por el gobierno de Bután con el fin de reducir la fuerza del ejército mientras se aumenta la formación militar de la población butanesa. El ejército cuenta, además, con Mil Mi-8 y Dornier Do 228 en su apartado de aviación.
El "Proyecto de Bienestar del Ejército" (AWP, por sus siglas en inglés) es una empresa comercial del RBA establecida en 1974 para proporcionar beneficios para el personal del RBA y el RBG, que destina fondos a jubilados, empleo, pensiones y préstamos. El AWP fabrica bebidas alcohólicas en dos destilerías ubicadas en Gelephu y Samtse.